# New Orleans Rugby Football Club
Ne doit pas être confondu avec Gold de La Nouvelle-Orléans.
Maillots
Actualités
Le New Orleans Rugby Football Club est un club de rugby à XV américain créé en 1973 et évoluant en Men's D1 Club Championship.

## Historique
Alors que le projet de la Major League Rugby est dévoilé en février 2017, la ville de La Nouvelle-Orléans fait partie des huit membres initialement désignés, sous l'égide du New Orleans Rugby Football Club. Le club du NOLA Gold est finalement créé dans l'année.

## Palmarès
- Finaliste de la Men's D1 Club Championship en 2014.
- Vainqueur de la Men's D2 Club Championship en 2011.

## Effectif actuel
| - Will Barrett - Chris Beacher - Ross Bellaci - Ben Benvenutti - Nick Benvenutti - Sidney Blakemore - Paul Bode - Saade Bou-Mikael - Jeremy Boyce - Tony Breaux - David Buckingham - Cody Cadella - Josh Chauvin - Jayson DeLeaumont - Jeremy Dolan - Chase Donaldson - Chance Doyle - Adam Ducoing - Wes Eustis - Cameron Falcon - Jarrett Falcon - Ryan Fitzgerald - Todd Fitzgerald - Cullen Glennon - Brad Guarisco - Rashad Harbor - Rob Hoffman - Bobby Johns | - Patrick Kennedy - Andrew Larkin - Ryan Lowe - Sean Malek - Matt Marin - Adam Massey - Trip McCormick - Joel McLain - Ian McNulty - Will McSweeney - Kevin Ndongi - Juan Obregon - Carter O'Brien - Geoff Ormsby - Joe Palermo - Alex Phillpott - Dmitriy Pritykin - Andrew Quackenbos - Nick Raziano - Jeff Reuther - Dane Robertson - David Sage - James Sims - Campbell Tait - Matt Upton - Eric West - Robert Waterwall - Jerry Zifodya |